# Museum Masséna
Das Musée Masséna gehört zu den 18 staatlichen Museen und Kultureinrichtungen im Gebiet der französischen Stadt Nizza. Es liegt an der Promenade des Anglais direkt neben dem Hotel Negresco und zeigt seit 1921 Kunst aus der Zeit bis zum Ende der Belle Époque sowie die Kunst- und Regionalgeschichte der Côte d’Azur.

## Geschichte
Erbaut wurde die ursprüngliche Villa zwischen 1898 und 1902 nach den Plänen des dänischen Architekten Hans-Georg Tersling (1857–1920), der in jener Belle Epoque an der Côte d’Azur mehrere repräsentative Bauten geschaffen hatte. Errichtet ist der Bau im damals modischen neoklassizistischen Stil mit starkem italienischen Einfluss. Das prunkvolle Erdgeschoss und die Ausstattung der Säle stammen von Tersling und Aaron Messiah (1858–1940). Die Kunstgegenstände und Möblierung tragen den Stil des Empire. Zu dem Gebäudekomplex gehört ein großer Park, der nach englischem Vorbild, aber mit mediterraner Bepflanzung, gestaltet ist.
Seinen Namen trägt das Museum nach dem Enkel von Napoleon Bonapartes Heerführer André Masséna, dem Politiker Victor Masséna, Fürst von Essling und Herzog von Rivoli (1836–1910), der die Villa erbauen ließ und sie als Winterwohnsitz nutzte. Sein Sohn und Erbe André Prosper Victor Eugène Napoléon Masséna verkaufte sie 1919 der Stadt Nizza zu einem Betrag, der dem entsprach, den er hätte bezahlen müssen, um den Park der Villa nach dem französischen Erbschaftsgesetz für die Öffentlichkeit nicht zugänglich zu machen.
Das Museum wurde 1921 eröffnet. Bis 2008 fanden umfangreiche Instandsetzungen und Restaurierungen statt, so ist das Museum jetzt behindertengerecht ausgestattet. Außerdem wurden die Sammlungen und Präsentationen neu geordnet und modernisiert. Bis 2014 war der Eintritt generell frei, seitdem wird Entgelt für Besucher erhoben, die nicht aus der Region stammen.

## Ausstellungen
Im Museum Masséna wird in zwei Etagen Malerei, Skulptur, Kunstgewerbe, Schmuck und Mobiliar der Belle Epoque gezeigt. Besondere Objekte sind beispielsweise die Totenmaske von Napoleon Bonaparte, hergestellt von dem Chirurgen Docteur Arnold, und das Diadem aus Perlmutt der ersten Ehefrau Napoleons, Joséphine de Beauharnais. Darüber hinaus werden großformatige Gemälde, Genremalerei, darunter patriotische Seestücke, Schlachtenbilder, Skulpturen und das Buch Côte d’Azur, handgeschrieben von Stéphen Liégeard, ausgestellt.
Aber auch für wechselnde Ausstellungen der Moderneren Kunst, wenn sie einen Bezug zur lokalen Geschichte hat, bietet das Museum im zweiten Geschoss Räumlichkeiten. So fand vom 4. Februar bis zum 24. Mai 2016 eine umfangreiche und viel beachtete Ausstellung zu dem Bilderzyklus Vie? ou Théatre? der 1943 im KZ Auschwitz ermordeten Berliner Malerin Charlotte Salomon statt.
In der obersten Etage befindet sich die Bibliothek des französischen Alpinisten und Philanthropen Victor de Cessole (1859–1941) mit vielen Dokumenten und Schriftstücken zur Geschichte der Grafschaft Nizza, der Provence, des Départements Savoie und von Norditalien.